# استان‌های مجارستان
مجارستان از نظر اداری به ۱۹ استان (مجاری: vármegye) و شهر پایتخت (مجاری: főváros) بوداپست تقسیم می‌شود. هر استان ۱۷۴ بخش (مجاری: járás) دارد. بوداپست خود به ۲۳ بخش تقسیم می‌شود.
۲۳ شهر با اختیارات در سطح استان وجود دارد که گاهی استان‌های شهری خوانده می‌شوند. مسئولان محلی این شهرها دارای اختیارات بیشتری هستند، ولی واحد سرزمینی مستقل نیستند.

## تغییر نام
سیستم کنونی استان‌ها از تیول‌های قرون وسطایی پادشاهی مجارستان بقا یافته که از یک قلعه (مجاری: vár) اداره می‌شد. بین سال‌های ۱۹۵۰ تا ۲۰۲۲، استان‌های مجارستان megyek (مفرد: megye) نامیده می‌شدند. در ۱ ژانویه ۲۰۲۳، نام اصلی و تاریخی vármegye بازسازی شد.

## فهرست استان‌ها
| استان               | نشان رسمی | مرکز استان      | مساحت (km²) | جمعیت (۲۰۱۱) | تراکم جمعیت (نفر در ک‌م۲، ۲۰۱۱) | نقشه | تعداد بخش‌ها | تعداد شهرداری‌ها |
| ------------------- | --------- | --------------- | ----------- | ------------ | ------------------------------ | ---- | ----------- | --------------- |
| بارانیا             |           | پچ              | ۴۴۲۹٫۶۰     | ۳۸۶٬۴۴۱      | ۸۷                             |      | ۱۰          | ۳۰۱             |
| باچ-کیشکون          |           | کچکمت           | ۸۴۴۵٫۱۵     | ۵۲۰٬۳۳۱      | ۶۲                             |      | ۱۱          | ۱۱۹             |
| بکش                 |           | بکش‌چابا         | ۵۶۳۱٫۰۵     | ۳۵۹٬۹۴۸      | ۶۴                             |      | ۹           | ۷۵              |
| بورشود-آبااوی-زمپلن |           | میشکولتس        | ۷۲۴۷٫۱۷     | ۶۸۶٬۲۶۶      | ۹۵                             |      | ۱۶          | ۳۵۸             |
| بوداپست             |           | شهرداری بوداپست | ۵۲۵٫۱۳      | ۱٬۷۳۳٬۶۸۵    | ۳۳۰۱                           |      | ۲۳          | –               |
| چونگراد-چاناد       |           | سگد             | ۴۲۶۱٫۷۴     | ۴۱۷٬۴۵۶      | ۹۸                             |      | ۷           | ۶۰              |
| فِیِر                 |           | سکش‌فهروار       | ۴۳۵۸٫۷۶     | ۴۲۵٬۸۴۷      | ۹۸                             |      | ۸           | ۱۰۸             |
| دْیور-موشون-شوپرون   |           | دْیور            | ۴۲۰۸٫۰۵     | ۴۴۷٬۹۸۵      | ۱۱۰                            |      | ۷           | ۱۸۳             |
| هایدو-بیهار         |           | دبرتسن          | ۶۲۱۰٫۵۶     | ۵۴۶٬۷۲۱      | ۸۸                             |      | ۱۰          | ۸۲              |
| هِوِش                 |           | اِگِر             | ۳۶۳۷٫۲۵     | ۳۰۸٬۸۸۲      | ۸۵                             |      | ۷           | ۱۲۱             |
| یاس-نادْیْکون-سولنوک  |           | سولنوک          | ۵۵۸۱٫۷۱     | ۳۸۶٬۵۹۴      | ۶۹                             |      | ۹           | ۷۸              |
| کوماروم-اِسترگوم     |           | تاتابانیا       | ۲۲۶۵٫۰۸     | ۳۰۴٬۵۶۸      | ۱۳۰                            |      | ۶           | ۷۶              |
| نوگراد              |           | شالگوتاریان     | ۲۵۴۴٫۱۸     | ۲۰۲٬۴۲۷      | ۸۰                             |      | ۶           | ۱۳۱             |
| پشت                 |           | بوداپست         | ۶۳۹۳٫۱۴     | ۱٬۲۱۷٬۴۷۶    | ۱۹۰                            |      | ۱۸          | ۱۸۷             |
| شومودْیْ              |           | کاپُشوار         | ۶۰۶۵٫۰۷     | ۳۱۷٬۳۰۷      | ۵۲                             |      | ۸           | ۲۴۵             |
| سابولچ-ساتمار-بِرِگ   |           | نیردی‌هازا       | ۵۹۳۶٫۴۵     | ۵۵۹٬۲۷۲      | ۹۴                             |      | ۱۳          | ۲۲۹             |
| تولنا               |           | سکسارد          | ۳۷۰۳٫۳۱     | ۲۳۰٬۳۶۱      | ۶۲                             |      | ۶           | ۱۰۹             |
| واش                 |           | سومبات‌هی        | ۳۳۳۶٫۲۰     | ۲۵۶٬۶۲۹      | ۷۷                             |      | ۷           | ۲۱۶             |
| وِسپرِم               |           | وِسپرِم           | ۴۴۶۳٫۰۰     | ۳۵۱٬۸۹۸      | ۷۹                             |      | ۱۰          | ۲۱۷             |
| زالا                |           | زالائگرسگ       | ۳۷۸۴٫۱۱     | ۲۸۲٬۱۷۹      | ۷۵                             |      | ۶           | ۲۵۸             |
|                     |           |                 |             |              |                                |      |             |                 |
| مجارستان            |           | بوداپست         | ۹۳٬۰۳۰      | ۹٬۹۳۷٬۶۲۸    | ۱۰۷                            |      | ۱۷۴         | ۳۱۷۶            |

پنج شهر با اختیارات در سطح استان وجود دارد:
- اِرد (استان پشت)
- دونااوی‌واروش (استان فِیِر)
- هدمزواشارهی (استان چونگراد-چاناد)
- نادی‌کانیژا (استان زالا)
- شوپرون (استان دْیور-موشون-شوپرون)